# Az élet vize
Az élet vize 1971-ben bemutatott magyar rajzfilm. amelyet Jankovics Marcell rendezett. A forgatókönyvet Bojtár Endre írta, a zenéjét Deák Tamás szerezte. A mozifilm a Pannónia Filmstúdió gyártásában készült.

## Rövid tartalom
Az élet súlyos döntéseit – például az öngyilkosságot – sokszor jelentéktelen apróságok is befolyásolhatják.

## Alkotók
- Rendezte és tervezte: Jankovics Marcell
- Írta: Bojtár Endre
- Zenéjét szerezte: Deák Tamás
- Operatőr: Henrik Irén, Kiss Bea
- Hangmérnök: Bársony Péter
- Vágó: Czipauer János
- Rajzolták: Kálmán Katalin, Szalay Edit
- Munkatársak: Ács Karola, Fazekas Pál, Gyöpös Kati, Paál Klára, Szigethy Ágnes, Tóth Judit
- Gyártásvezető: Kunz Román

Készítette a Pannónia Filmstúdió.

## Díjak
- 1973 – Londoni filmfesztivál – az év legjobb filmjei között